# Sirenidae
Sirenidae là một họ động vật lưỡng cư trong bộ Caudata. Các thành viên của chi này có tay chân phía trước rất nhỏ, và thiếu chân sau hoàn toàn. Ở một số loài, xương trong chân phía trước của chúng được làm bằng sụn. Trái ngược với hầu hết các loài kỳ nhông khác, chúng có bên mang ngoài trên cổ tại cả ấu trùng và con trưởng thành. Sirenidae chỉ được tìm thấy tại Đông Nam Hoa Kỳ và phía bắc México. 

## Hình ảnh

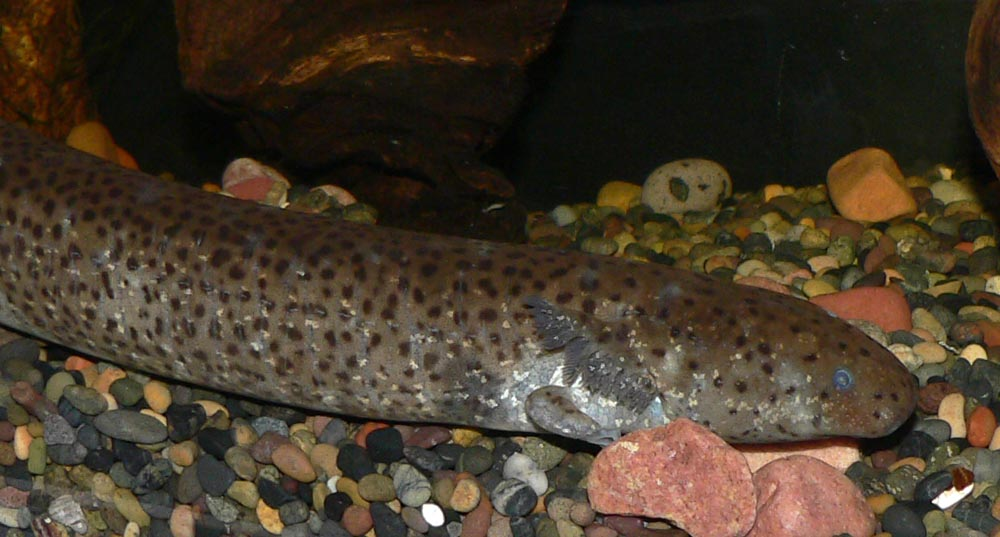
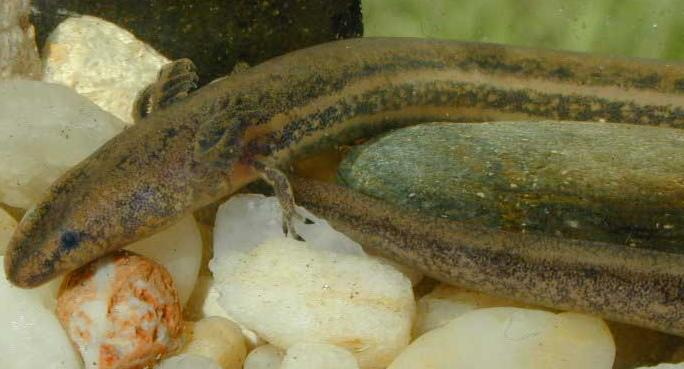
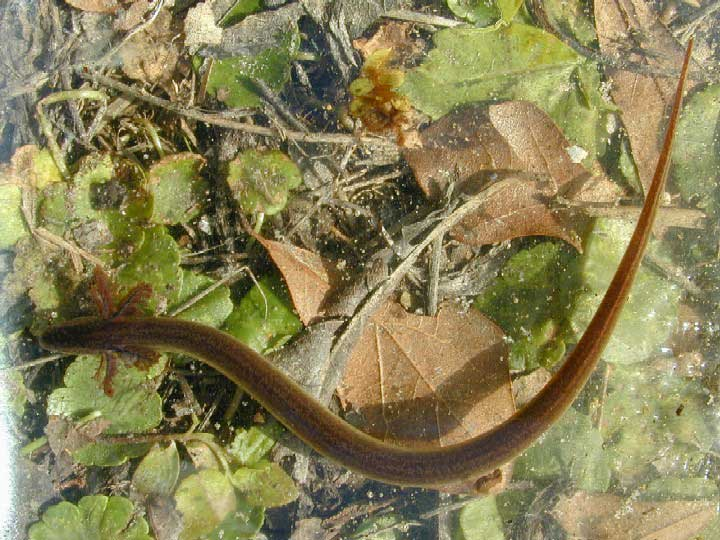
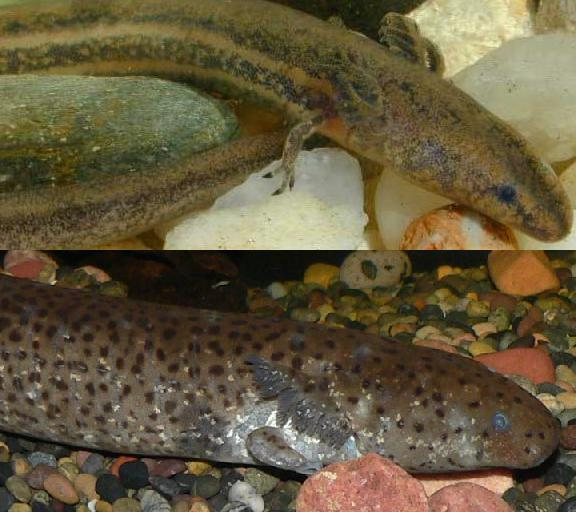